# Lincoln Near-Earth Asteroid Research
 (juillet 2014).
Lincoln Near-Earth Asteroid Research, ou LINEAR, (« Recherche d'astéroïdes proches de la Terre du laboratoire Lincoln ») est un projet de recherche conjoint de l'US Air Force, la NASA et du laboratoire Lincoln du MIT.

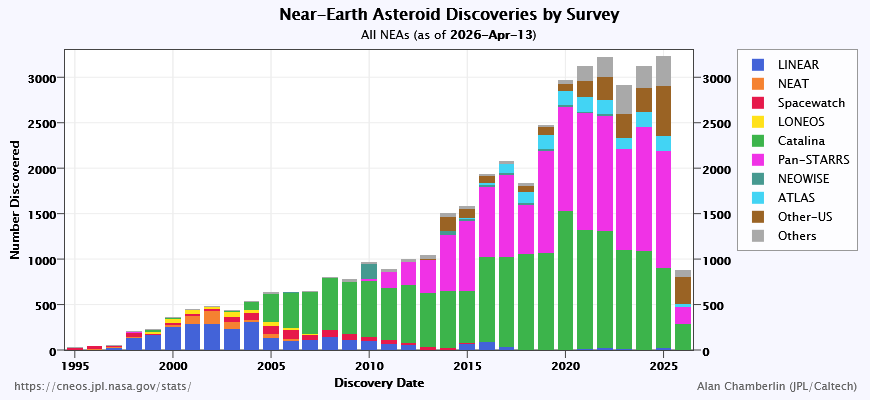
Découvertes d'objets géocroiseurs par différents projets (LINEAR est en bleu foncé)

Au 21 octobre 2004, LINEAR avait détecté 211 849 nouveaux objets célestes dont au moins 1 622 objets géocroiseurs et 142 comètes ; au 15 septembre 2011, le chiffre était monté respectivement à 231 082 astéroïdes découverts, 2 423 objets croiseurs et 279 comètes. Toutes ces découvertes ont été faites grâce à des télescopes robotisés.
Le responsable principal du projet est Grant Stokes, aidé de Jenifer Evans et d'Eric Pearce[Quand ?].
L'astéroïde (118401) LINEAR a été nommé en son honneur.

## Historique
Ce projet commença à exploiter en 1996 un système de recherche d'objets géocroiseurs (NEO en anglais) utilisant un télescope du réseau GEODSS (Ground-based Electro-Optical Deep Space Surveillance) de 1 mètre de diamètre. Les instruments GEODSS utilisés par le programme LINEAR sont situés sur le site d'essais du laboratoire Lincoln au polygone d'essais de missile de White Sands situé près de Socorro au Nouveau-Mexique. Les données sont ensuite envoyées au laboratoire Lincoln sur la base aérienne Hanscom (en) située à Lexington dans le Massachusetts.
Entre mars et juillet 1997, un détecteur CCD de 1 024 × 1 024 pixels était utilisé lors des tests et, bien que ce capteur CCD ne couvrit qu'environ un cinquième du champ du télescope, quatre NEOs furent découverts. En octobre 1997, un capteur CCD de grande taille (1 960 × 2 560 pixels) qui couvrait la totalité du champ du télescope (soit 2 degrés carré) fut utilisé avec succès pour découvrir neuf nouveaux NEO. Cinq autres NEO furent trouvés entre novembre 1997 et janvier 1998 lorsque les deux détecteurs CCD (petite et grande taille) furent utilisés simultanément. 
À partir d'octobre 1999, un deuxième télescope de 1 mètre a été ajouté au dispositif de recherche. En 2002, un troisième télescope de 0,5 m de diamètre a été installé pour assurer les observations de suivi des découvertes faites par les deux télescopes principaux de 1 m. Actuellement, les télescopes de LINEAR observent chaque zone de ciel cinq fois par soirée, l'essentiel des recherches se concentrant autour du plan de l'écliptique où la plupart des NEO sont prévus. La sensibilité de leurs capteurs CCD, et en particulier leur débit élevé de sortie des données, permettent à LINEAR de couvrir de vastes zones du ciel chaque nuit. Actuellement, le programme LINEAR est à l'origine de la majorité des découvertes d'objets géocroiseurs.
En 2013, les recherches ont commencé à utiliser le Space Surveillance Telescope (en) (SST) de 3,5 m de diamètre, construit en collaboration avec la DARPA. En 2017, ce télescope a été transféré à l'United States Space Force en vue de son installation sur la base militaire australienne Harold E. Holt Naval Communication Station située près de la ville d'Exmouth en Australie-Occidentale. Il devrait rentrer en service en 2022.

## Découvertes
En plus de la découverte de plus de cent cinquante mille astéroïdes (151 317 numérotés au 1er octobre 2023), LINEAR est aussi à l'origine de la découverte, de la redécouverte ou de la codécouverte de plusieurs comètes périodiques, dont 11P/Tempel-Swift-LINEAR, 146P/Shoemaker-LINEAR, 148P/Anderson-LINEAR, 156P/Russell-LINEAR, 158P/Kowal-LINEAR, 160P/LINEAR (LINEAR 43), 165P/LINEAR (LINEAR 10), et 176P/LINEAR (LINEAR 52, qui est l'un des cinq objets classés à la fois comme comète et comme astéroïde (118401) LINEAR). Le 3 février 2014 est découverte la comète périodique 209P/LINEAR.